# Serpophaga hypoleuca
Serpophaga hypoleuca là một loài chim trong họ Tyrannidae.